# Terinos terpander
Terinos terpander – gatunek motyla z rodziny rusałkowatych i podrodziny Heliconiinae. Zamieszkuje krainę orientalną od Mjanmy i Wietnamu po Jawę i Borneo.

## Taksonomia
Gatunek ten po raz pierwszy opisany został w 1862 roku przez Williama Chapmana Hewitsona. Wyróżnia się w jego obrębie 10 podgatunków:
- Terinos terpander bangkanensis Fruhstorfer, 1912
- Terinos terpander blachieri Fruhstorfer, 1914
- Terinos terpander intermedia Godfrey, 1916
- Terinos terpander niasica Fruhstorfer, 1901
- Terinos terpander natunensis Fruhstorfer, 1901
- Terinos terpander piepersi Martin, 1909
- Terinos terpander robertsia (Butler, 1867)
- Terinos terpander teos de Nicéville, 1893
- Terinos terpander terpander Hewitson, 1862
- Terinos terpander tiomanensis Eliot, 1978

## Morfologia

### Owad dorosły
Motyl o rozpiętości skrzydeł od 70 do 75 mm. Wierzch skrzydeł jest brązowy do czarnego z fioletowym nalotem, u samca rozleglejszym niż u samicy. Tylna para skrzydła ma na wierzchu po dwie białe plamki półksiężycowate w pobliżu krawędzi tylnej. Krawędź ta nie jest wydłużona w krótki ogonek, co wyraźnie odróżnia ten gatunek od T. atlita i T. clarissa. Na spodniej stronie skrzydeł tylnych występuje szereg ciemnobrązowych plamek.

### Stadia rozwojowe
Jajo ma beczułkowaty kształt i perłowo-białe ubarwienie. Chorion rzeźbi około dwudziestu pionowych żeberek, które połączone są szeregami drobnych listewek.
Gąsienica ma ciało ubarwione brudnozielono z żółtą lub pomarańczową głową. U wyrośniętej gąsienicy od głowy aż po analny segment ciała biegną podłużne paski barw ciemnozielonej, kremowej i szarej. Dwa szeregi czarnym, błyszczących, długich, nierozgałęzionych kolców rozmieszczone są wzdłuż grzbietu. Ponadto mniejsze kolce tworzą szeregi ponad przetchlinkami.
Poczwarka jest ubarwiona jasnozielono. Po bokach jej tułowia biegną wzdłuż krawędzi pochewek skrzydłowych ciemnoróżowe linie. Na grzbiecie poczwarki wyrastają dwa rzędy różowych, zakrzywionych kolców, przy czym te na drugim segmencie odwłoka mają srebrzyste podstawy. Szczególnie długie są kolce na trzecim segmencie odwłokowym, które cechują się haczykowatymi wierzchołkami.

## Ekologia i występowanie
Owad ten zasiedla nizinne równikowe lasy deszczowe, w Malezji do wysokości około 600 m n.p.m. W warunkach naturalnych gąsienice żerują na antydesmach, w hodowlach natomiast przyjmują Rinorea anguifera. Postacie dorosłe spotyka się w siedliskach otwartych, jak pobocza dróg, przesieki czy szersze ścieżki. Aktywne są za dnia, głównie rankami, zarówno przy zachmurzeniu, jak i w pełnym słońcu. W późniejszej porze dnia chętnie przesiadują nieruchomo przez dłuższy czas. W porze aktywności samce latają od liścia do liścia przysiadując na krótko, czasem też siadają na gruncie celem pobrania wilgoci. Samice składają jaja pojedynczo na spodnich stronach liści rośliny żywicielskiej.
Gatunek orientalny. Zamieszkuje Mjanmę, Tajlandię, Wietnam, Malezję Zachodnią, Singapur, Brunei, Sarawak, Sabah, indonezyjską część Borneo, Sumatrę i Jawę.